# منتخب إيطاليا تحت 19 سنة لكرة الطائرة للرجال
منتخب إيطاليا تحت 19 سنة لكرة الطائرة للرجال (بالإيطالية: Nazionale Under-19 di pallavolo maschile dell'Italia)‏ هو ممثل إيطاليا الرسمي في المنافسات الدولية في كرة طائرة تحت 19 سنة .